# Ivan Kapistran Adamović
Ivan Kapistran Adamović (Pečuh, 21. listopada 1726. – Čepin, 4. prosinca 1808.), hrvatski veleposjednik i gospodarstvenik, ekonomski pisac, po struci pravnik Gospodarstvenik je na prijelazu s feudalnog na kapitalistički način poslovanja.

## Životopis
Rodio se u Pečuhu u plemićkoj obitelji Adamovića Čepinskih. Djed Pavao Adamović u mađarskom dijelu Baranje stekao je plemićki naslov 6. studenoga 1714. godine. Sin Martin, otac Ivana Kapistrana, upravljao je beljskim dobrima. Oženio je Anastaziju Czindery de Nagy Atád iz tog braka rodio se Ivan Kapistran. Pretpostavlja se da je Ivan Kapistran osnovnu i srednju školu završio u Pečuhu. Izvjesno je da je završio studij prava.
Obnašao dužnost juratuša u Virovitičkoj županiji. Nakon dvije godine ušao u službu županijskih vlasti. Od 1754. godine je županijski ordinarius notarius (veliki bilježnik). Dok je bio na toj dužnosti kupio je iste godine početkom jeseni zemljište u osječkom Gornjem Gradu, na kojem je sagradio kuću, danas u Kapucinskoj ulici. Obnašao dužnost notara i poslije podžupana. Budući da je dobro pridonosio društvu, napredovao je na mjesto kraljevskog savjetnika početkom ljeta 1762. godine. Obnašao dužnost izaslanika u hrvatskom i zajedničkom ugarsko-hrvatskom saboru. Zaslužan kao vojni pozadinac u Sedmogodišnjem ratu, jer je kao podžupan redovno otpremao vojnike i namirnice za vojsku.
Oženio se s kćeri križevačkog podžupana Juditom Saić de Pernice. U miraz je donijela feudalne posjede Sveta Helena Majkovec, Imbrijovec, Djelekovec i Kaniža altier Lug. S Juditom je Ivan imao tri sina i dvije kćeri.
S državnih dužnosti postupno je prelazio na upravljanje posjedima stečenim mirazom u Križevačkoj županiji. Uskoro mu je carica Marija Terezija ustupila komorski zemljoposjed Čepin (1765.) zbog odanosti. Otkupio je i 1778. erdutski veleposjed, koji su činili Erdut, Aljmaš, Sarvaš i Tenja sa slavonske strane te Sveti Lovre i Novo Selo u Bačkoj. Transakcija je bila teška 340.000 forinta, zbog čega je radi namicanja novca prodao ubrzo dio imanja (Sarvaš, Novo Selo i Svetog Lovru), pola novca sam je skupio, a pribavio si je i dugoročni zajam od 120.000 forinti koji mu je dala nadvojvotkinja Marija Ana. Zakupio je valpovački posjed.
Posjedi su bili na močvarnom tlu, gdje je bilo najpovoljnije uzgajati konoplju. Zbog prerade konoplje je 1785. podigao prvu užarnicu u Slavoniji, u Čepinu.
Istaknut i kao pisac javnih i ekonomskih traktata. 1774. godine objavio je Gospodarski pravilnik (Adamovićev pravilnik), podnaslova „Kako se gospodarilo na feudalnom dobru“. Djelo pokriva teme vinarstva i vinogradarstva; sijanja, kopanja i oranja; košnje, prijevoza i skladištenja; o konjima, kobilama i ždrijebljenju; o šumarstvu i ostalom. Sadrži i manje poglavlje koje je preteča upravljanju ljudskim potencijalima. Prvi je hrvatski pisani tekst o ekonomici krupnih poljoprivrednih gospodarstava. Priručnik je o upravljanju dobrima i nosi naslov Regulamentum domaniale (Privremeni naputak (za provizora), Regulamentum Iliti Dusnoszt, i Ravnijanje Pandursko i Pravilnik o ubiranju desetine; naslijeđenog Vlastelinstva Sveta Helena: Regulamentum domaniale ). Bio je namijenjen upravitelju posjeda Svete Helene. Sačuvan je u konceptu. Otkrio ga je i objavio hrvatski povjesničar Josip Bösendorfer.
Po Adamoviću se danas zovu ulice i građevine na području Osječko-baranjske županije te kulturno-umjetničko društvo iz Čepina.
Životopisnu studiju o Ivanu Kapistranu Adamović objavio je 1996. godine Ivan Erceg.